# بسیار شیک‌پوش (ترانه)

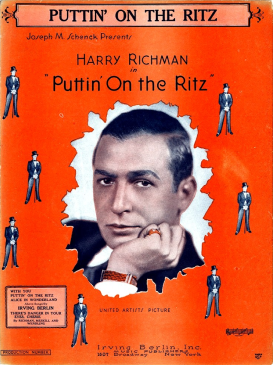
جلد کتابچهٔ نت موسیقی ترانه (حوالی سال ۱۹۳۰ میلادی)

«بسیار شیک‌پوش» (انگلیسی: Puttin' On the Ritz) ترانه‌ای از ایروینگ برلین است که آنرا در مه ۱۹۲۷ نوشت و در ۲ دسامبر ۱۹۲۹ منتشر کرد. هری ریچمن این ترانه را در فیلمی به همین نام در سال ۱۹۳۰ اجرا کرد که موجب شهرت بیشتر آن شد. این نخستین ترانه‌ای در فیلم بود که توسط یک گروه موسیقیِ متشکل از چند نژادِ مختلف اجرا شد. عنوان این ترانهٔ از اصطلاح کوچه بازاری انگلیسی «to put on the Ritz» به معنای «بسیار شیک لباس پوشیدن» و «لباس مُد روز و بسیار شیک بر تن کردن» گرفته شد و اشاره‌ای به هتل مجلل ریتز لندن است.
در سال ۱۹۸۲ خواننده اندونزیایی-هلندی تاکو این ترانه را در سبک سینث-پاپ بازخوانی و در آلبومش «پس از ساعت هشت» منتشر کرد که به موفقیت چشمگیر جهانی دست یافت و به صدر رده‌بندی کش باکس و ردهٔ چهارم بیلبورد هات ۱۰۰ دست یافت و پس از فروش یک میلیون نسخه، از انجمن صنعت ضبط موسیقی ایالات متحده آمریکا گواهی‌نامه فروش طلایی دریافت نمود.
این اجرای تاکو به صدر جداول کشورهای سوئد و نیوزلند هم رسید و جزء ۵ ترانهٔ برتر کشورهای استرالیا، نروژ، اتریش، و کانادا شد.

### عملکرد در جداول موسیقی

#### جدول هفتگی تک‌آهنگ‌ها
جدول وارد شدهٔ غیرمجاز: هلندی۴۰|۱۲
جدول وارد شدهٔ غیرمجاز: هلندی۱۰۰|۱۸
| جدول موسیقی (۱۹۸۲–۱۹۸۳)                            | بالاترین رتبه |
| -------------------------------------------------- | ------------- |
| استرالیا (گزارش موسیقی کنت)                        | ۵             |
| اتریش (او۳ تاپ ۴۰ اتریش)                           | ۳             |
| بلژیک (اولتراتاپ ۵۰ فلاندرز)                       | ۱۳            |
| موسیقی معاصر بزرگسالان کانادا (آرپی‌ام)             | ۱             |
| تک‌آهنگ‌های برتر کانادا (آرپی‌ام)                     | ۲             |
| کانادا (مجلهٔ ریکورد)                               | ۴             |
| رادیو فنلاند (جدول‌های رسمی فنلاند)                 | ۱             |
| فروش فنلاند (جدول‌های رسمی فنلاند)                  | ۱             |
| فرانسه (IFOP)                                      | ۷۴            |
| آلمان (جدول‌های رسمی آلمان)                         | ۲۰            |
| ایرلند (ایرما)                                     | ۲۴            |
| نیوزیلند (ریکوردد میوزیک ان‌زد)                     | ۱             |
| نروژ (وی‌جی-لیستا)                                  | ۲             |
| آفریقای جنوبی (اسپرینگبوک رادیو)                   | ۳             |
| سوئد (فهرست برترین‌های سوئد)                        | ۱             |
| سوئیس (شوایزر هیت‌پاراد)                            | ۶             |
| بیلبورد موسیقی بزرگسالان معاصر ایالات متحده آمریکا | ۱۲            |
| بیلبورد هات ۱۰۰ ایالات متحده آمریکا                | ۴             |
| بیلبورد هات دنس کلاب ایالات متحده آمریکا           | ۳۷            |
| مجلهٔ موسیقی کَش باکس ایالات متحده آمریکا            | ۱             |

#### جداول موسیقی پایان سال
| جدول موسیقی (۱۹۸۳)                      | رتبه |
| --------------------------------------- | ---- |
| استرالیا (گزارش موسیقی کنت)             | ۳۴   |
| تک‌آهنگ‌های برتر کانادا (آرپی‌ام)          | ۱۴   |
| نیوزیلند (انجمن صنعت ضبط نیوزیلند)      | ۲۲   |
| آفریقای جنوبی (اسپرینگبوک رادیو)        | ۱۶   |
| بیلبورد هات ۱۰۰ ایالات متحده آمریکا     | ۳۱   |
| مجلهٔ موسیقی کَش باکس ایالات متحده آمریکا | ۱۹   |

#### گواهی‌نامه‌ها
| منطقه                                                              | گواهی  | واحد گواهی‌شده/فروش |
| ------------------------------------------------------------------ | ------ | ------------------ |
| کانادا (میوزیک کانادا)                                             | پلاتین | ۱۰۰٬۰۰۰^           |
| نیوزیلند (آرآی‌ای‌ان‌زد)                                              | پلاتین | ۲۰٬۰۰۰*            |
| ایالات متحده (آرآی‌ای‌ای)                                            | طلا    | ۱٬۰۰۰٬۰۰۰^         |
| * رقم فروش تنها بر پایهٔ گواهی‌ها. ^ رقم توزیع تنها بر پایهٔ گواهی‌ها. |        |                    |